# Llotja de Sant Jordi
La Llotja de Sant Jordi è una sala espositiva che si trova ad Alcoy nella Comunità Valenciana.
È stata progettata dall'architetto valenciano Santiago Calatrava e realizzata tra il 1992 e il 1995.
La sua struttura interna ricorda le costole di una balena e sono evidenziati i meccanismi che danno accesso alla piazza sovrastante.